# U.K. Subs
Gli U.K. Subs sono un gruppo punk rock formatosi nel 1976 a Londra. Sono uno dei primi gruppi della scena punk inglese nonché uno dei più longevi, essendo ancora oggi in attività. Sono anche uno dei primi gruppi del genere street punk.

## Storia del gruppo
La prima formazione era composta da Charlie Harper (cantante), Nicky Garratt (chitarrista), Pete Davies (batterista) e Paul Slack (bassista). Il nome della band era inizialmente "The Subversive" ma fu poi accorciato in "The subs" e infine modificato definitivamente in U.K. Subs.
La formazione della band è cambiata più volte nel corso degli anni, e Charlie Harper è il solo membro rimasto costantemente all'interno del gruppo dagli inizi. L'album di esordio Another kind of blues raggiunse il 21º posto della classifica inglese e diversi singoli dei primi dischi entrarono nella top 40, alcuni diventando vere e proprie hit, come ad esempio "Stranglehold", "Warhead", "Teenage" e "Tomorrow's Girls".
L'album di maggior successo commerciale degli U.K. Subs è il live Crash course, uscito nel 1980, che entrò nella top ten dei dischi più venduti nel Regno Unito.
Nel 1979 Julien Temple ha scritto e diretto un cortometraggio chiamato Punk Can Take It il quale, sotto forma di una parodia di un documentario di guerra, mostra per lo più in spezzoni di esibizioni dal vivo degli U.K. Subs.
Quando all'inizio degli anni 80 il bassista e il batterista vennero sostituiti da Alvin Gibbs e Steve Roberts, il gruppo si distaccò momentaneamente dallo stile punk delle origini per orientarsi su melodie heavy metal.
Nel corso della loro carriera gli U.K. Subs hanno accompagnato in tour, tra gli altri, i Ramones, i Misfits e i Police. Una canzone degli U.K. Subs, Down on the Farm, è stata suonata dai Guns N' Roses nel loro disco di cover "The Spaghetti Incident?". La canzone Warhead fa parte della colonna sonora del film This is England.
I titoli degli album degli U.K. Subs seguono l'ordine alfabetico. I 24 LP ufficiali pubblicati sinora vanno dunque dalla A di Another Kind of Blues del 1979 alla Z di Ziezo del 2016.

## Discografia

### LP
- Another Kind of Blues (1979)
- Brand New Age (1980)
- Crash Course (1980)
- Diminished Responsibility (1981)
- Endangered Species (1982)
- Flood of Lies (1983)
- Gross Out USA (1984)
- Huntington Beach (1985)
- In Action (1986)
- Japan Today (1987)
- Killing Time (1988)
- Mad Cow Fever (1991)
- Normal Service Resumed (1993)
- Occupied (1996)
- Peel Sessions (1996)
- Quintessentials (1997)
- Riot (1997)
- Submission: the Best of the UK Subs 1982-1998 (1999)
- Time Warp (2000)
- Universal (2002)
- Violent State (2005)
- Work In Progress (2011)
- XXIV (2013)
- Ziezo (2016)

### Album dal vivo
- Live kicks (1980)
- Dance and travel in the robot age (1980)
- Live in london (1980)
- Danger - Uk Subs live (1981)
- Left For Dead (1986)
- Live at the Roxy (1991)
- Live in Croatia (1993)
- Greatest hits live (1993)

### Raccolte
- Recorded 1979-81 (1982)
- Demonstration tapes (1982)
- In action (1985)
- Sub Standards (1986)
- Raw Material (1986, ristampa di Demonstration Tapes)
- Live in Paris (1989)
- Flood of lies/singles 1982-85 (1991)
- Mad cow fever/Japan today (1991)
- The singles 1978-82 (1991)
- Endangered species/huntington beach (1992)
- Los exitos en singles (1992)
- Down on the farm - a collection of the less obvious (1993)
- Another kind of blues/crash course (1993)
- Brand new age/diminished responsibility (1993)
- Punk singles collection (1993)
- Scum of the earth - best of (1993)
- Punk can take it (rare and unreleased) (1995)
- The punk is back (1995, ristampa di Demonstration Tapes)
- SelfDestruct - punk can take it 2 (1996)

### Singoli/EP
- C.I.D.(1978)
- Stranglehold (1979)
- Tomorrow's girls (1979)
- She's not there (1979)
- Warhead (1980)
- Teenage (1980)
- For export only (1980)
- Party in Paris (1980)
- Keep on running (til you born) (1981)
- Countdown (1982)
- Shake up the city (1982)
- Another typical city (1983)
- This gun says (1985)
- Live in Holland EP (1986)
- Motivator (1988)
- The road is long the road is hard EP (1993)
- Split vision Vol. 1 (1994)
- Betrayal (1994)

### Altro
- the spell (1984)
- AWOL (1987)
- hey santa (1987)
- sabre dance (1988)
- Europe calling (1990)
- hidden history (1996)
- rebel radio (1997)
- war on the pentagon (1997)
- day of the dead (1997)
- cyberjunk (1997)
- riot 98 EP  (1998)
- 'punk rock rareties' (1998)
- 'live in the warzone' (1998)
- 'warhead' (1998)
- 'Sub Mission' (1999)
- 'Stranglehold' (2000)
- the revolution's here (2000)
- countdown/europe calling (2001)
- live at the borderline (2002)
- the drunken sailor (2002)
- the gruesome twosome Vol.1 (2002)
- fuck you punx Vol.3 (2003)
- world war (2003)
- staffordshire bull (2003)
- before they were punk (2004)
- live and loud (2005)
- complete riot (2006)
- an introduction to the UK Subs (2006)
- 666 yeah (2006)
- Smells Like Bleach (Tributo alle canzoni dei Nirvana con altri gruppi, gli UK Subs hanno reinterpretato Stay Away)